# Antiagrion
Antiagrion – rodzaj ważek z rodziny łątkowatych (Coenagrionidae).
Należą do niego następujące gatunki:
- Antiagrion antigone
- Antiagrion blanchardi
- Antiagrion gayi
- Antiagrion grinbergsi